# Gösing an der Mariazellerbahn

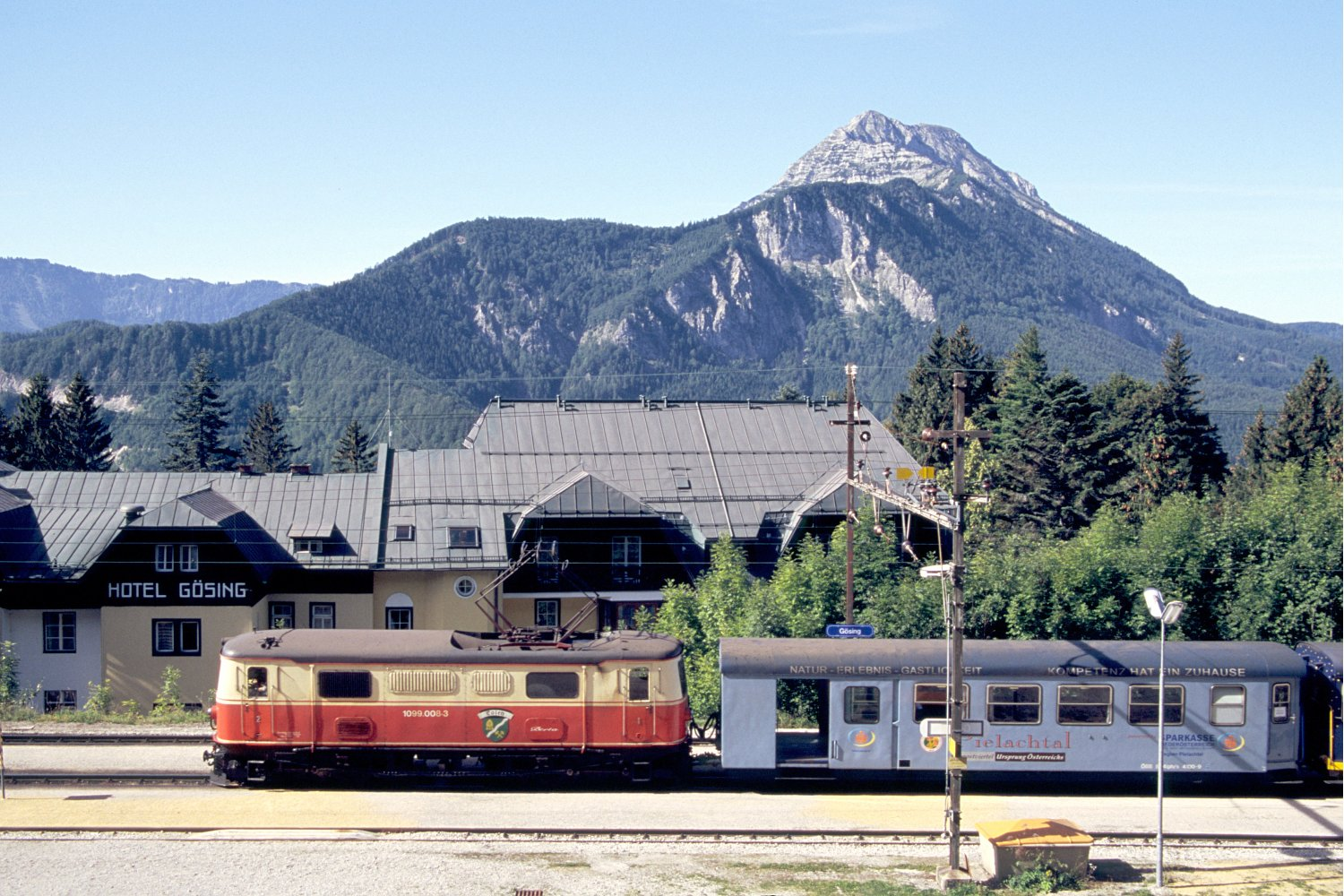
Hotel Gösing mit Zug der Mariazellerbahn und Ötscher

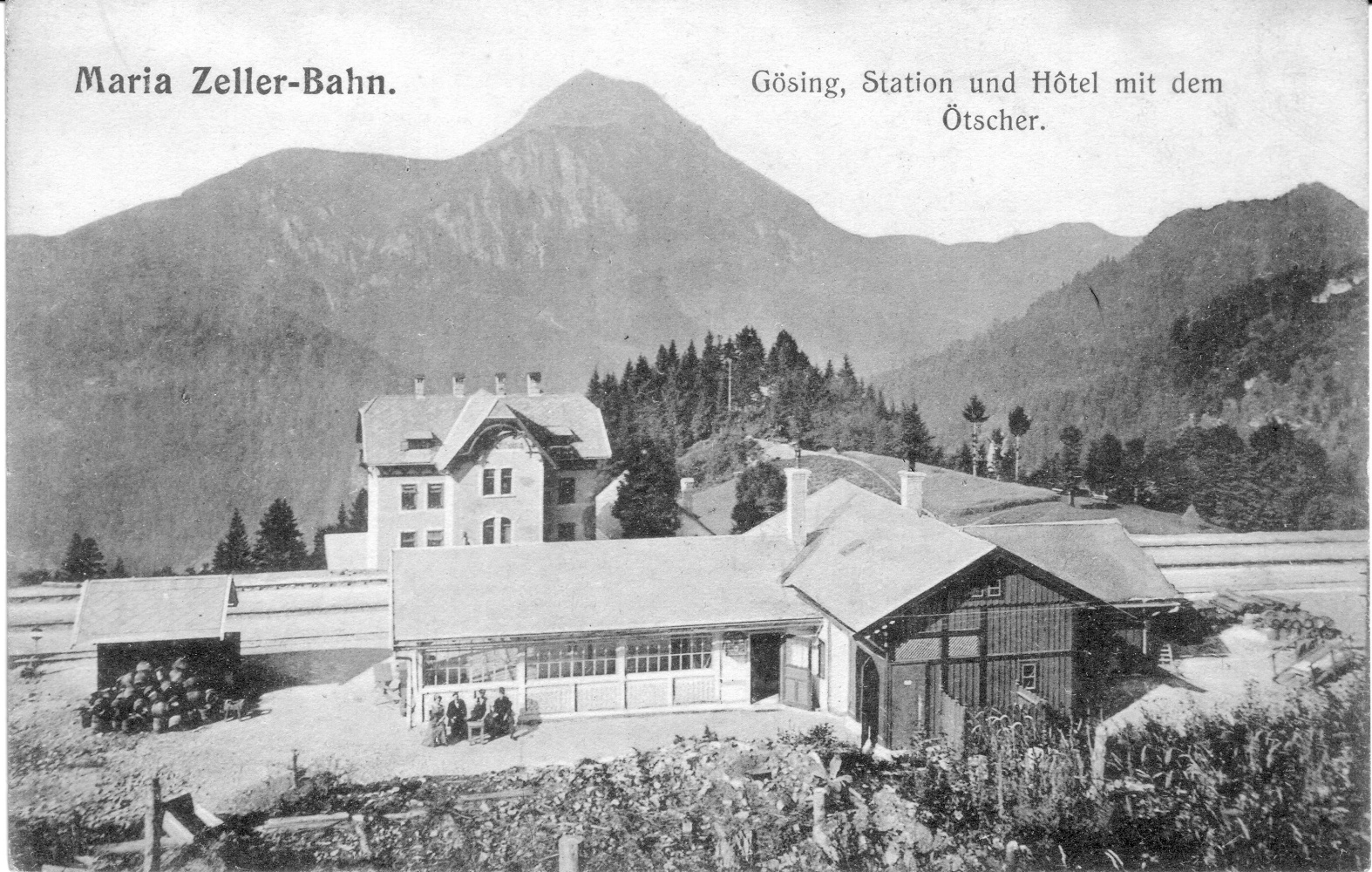
Bahnhof Gösing und das Hotel im Jahr 1907

Gösing an der Mariazellerbahn ist eine Streusiedlung in der Gemeinde Puchenstuben in Niederösterreich.

## Geografie
Der Ort liegt an der Mariazellerbahn und besteht aus den Ortsteilen Bachler, Erlaufboden, Maisbuder, Obergösing, Ochsenburg, Sommerau und Wasserlochhäusl. Der Ortsname Gösing geht auf einen Beschluss des niederösterreichischen Landtags vom 3. März 1957 zurück.
Die beiden wesentlichsten Einrichtungen des Ortes sind der Bahnhof an der Mariazellerbahn auf einer Seehöhe von 890 m ü. A. und auch seit dem Beginn des Tourismus Anfang des 20. Jahrhunderts das geschichtsträchtige Alpenhotel Gösing. Der Ort ist weiters über eine Stichstraße, die von der B28 abzweigt, erreichbar.
Im Gebiet von Gösing liegen mehrere speläologisch bedeutsame Höhlen:
- Die Trobachhöhle (1836/27)[2] ist eine 645 m lange, teilweise wasserführende Höhle, von der nur der 50 m lange, abwärts führende Eingangsteil großräumiger ist.
- Die Gösinger Felsspalte (1836/7) ist eine 151 m lange und 51 m tiefe Kluft. Unterhalb von ihr liegt der
- Quellabriss (1836/138), eine kleinere Abrisskluft, die mit der Mühlgrundquelle in Verbindung steht.
- Der Gösingschacht (1836/8) führt oberhalb des Gösingtunnels 17 min die Tiefe.
- Die Ameiskogelhöhle (1836/1) mit Tropfsteinen wurde erst beim Bau der Mariazellerbahn angeschnitten.
- Die Wastlhöhle (1836/4) liegt rund 300 m westlich vom Wastl am Wald, sie ist eine 43 m lange Durchgangshöhle mit einem geräumigen Nordteil.

## Alpenhotel Gösing
Das Alpenhotel Gösing ist ein 1922 gegründetes, zu Anfang der 1990er-Jahre ausgebautes Luxushotel nahe dem Bahnhof Gösing an der Mariazellerbahn auf 891 m ü. A. Das in einsamer, spektakulärer Lage im Naturpark Ötscher-Tormäuer situierte Haus wurde von zahlreichen prominenten Gästen besucht.

### Geschichte
Bereits seit 1907 befand sich an der Stelle des heutigen Hotels ein Gasthof, der von der isolierten, aber verkehrsgünstigen Lage direkt an der neu geschaffenen Bahnlinie und vom eindrucksvollen Blick auf den Ötscher profitierte.
1922 ließ der aus Mährisch Ostrau gebürtige Wiener Holzindustrielle und tschechische Staatsbürger Siegmund Glesinger (1863–1941) das Hotel zu einem Luxushotel vom Typus eines klassischen Eisenbahnhotels erweitern, das, obwohl kleiner und isoliert, den Vergleich mit den Hotels der Semmeringregion nicht zu scheuen brauchte. Zu den prominenten Gästen der Zwischenkriegszeit zählte unter anderen Arthur Schnitzler, der das Haus mit der holländischen Schauspielerin Berthe Brevee (1883–1963) besuchte.
Noch im Adressbuch von Österreich des Jahres 1938 war Siegmund Glesinger als Hotelier verzeichnet. Nach dem Anschluss im Jahr 1938 mussten Glesinger und seine Familie flüchten, da sie vom NS-Staat aufgrund ihrer jüdischen Herkunft verfolgt wurden. Landgut und Hotel gingen an Hermann Görings österreichische Patentante Elisabeth Edle von Epenstein-Mauternburg, die allerdings schon 1939 verstarb und ihren Vertrauten Otto Metz-Randa zum Erben einsetzte.
Im Zweiten Weltkrieg diente das Hotel als Erholungsheim für Offiziere der Luftwaffe. Nach Kriegsende wurde 1947 ein öffentlicher Verwalter bestellt, und es erfolgte 1952 die Rückstellung an die Glesinger’schen Erben. Diese verkauften 1955 an die Ennser Zuckerfabrik, ein Unternehmen aus dem Konzern der Zuckerfabrik Hohenau (Brüder Strakosch). Später gelangten Gut und Hotel, gemeinsam mit der gesamten Zuckerwirtschaft, in den Einflussbereich der Raiffeisen-Genossenschaftsgruppe. Zu Beginn der 1970er-Jahre hielt hier – am langjährigen Urlaubsort von Hermann Withalm – die ÖVP mehrfach Klausurtagungen ab, am 21. Jänner 1971 kündigte Withalm hier seinen Rücktritt als Parteiobmann der ÖVP an. Wegen der isolierten und schwer auffindbaren Lage Gösings wurde der damalige Vizekanzler Withalm auch während der Besetzung der ČSSR durch Truppen des Warschauer Paktes im August 1968 als „Personalreserve“ der Bundesregierung an seinem Urlaubsort belassen.
In den 1980er-Jahren wurde in Gösing ein erfolgreicher Kurbetrieb aufgebaut, Altbundeskanzler Bruno Kreisky zählte zu den Stammgästen des Hauses. Im Mai 2004, anlässlich des Mitteleuropäischen Katholikentages und der „Wallfahrt der Völker“ ins nahe Mariazell, gab Bundespräsident Thomas Klestil hier einen Empfang, an dem unter anderem auch die Staatspräsidenten von Ungarn, Ferenc Mádl, und Tschechien, Václav Klaus, teilnahmen.
Am Hang unterhalb des Hotels befindet sich in ca. 20 Minuten Fußweg die früher als Kneipp-Station bezeichnete Mühlgrundquelle ⊙. Daran erinnerte 2025 nur mehr ein Hinweisschild, andere Einrichtungen wie Sitzgelegenheiten waren verrottet bzw. nicht mehr erkennbar.
Mittelfristig hatte sich die Bindung an die Zuckerindustrie als Nachteil herausgestellt, das Hotel steht derzeit in individuellem Privateigentum und wurde behutsam und stufenweise erneuert.
Am 10. Juli 2022 wurde das Hotel vorübergehend wegen Personalmangels geschlossen. Es war auch im Juli 2025 noch nicht wiedereröffnet.